# Моноптер

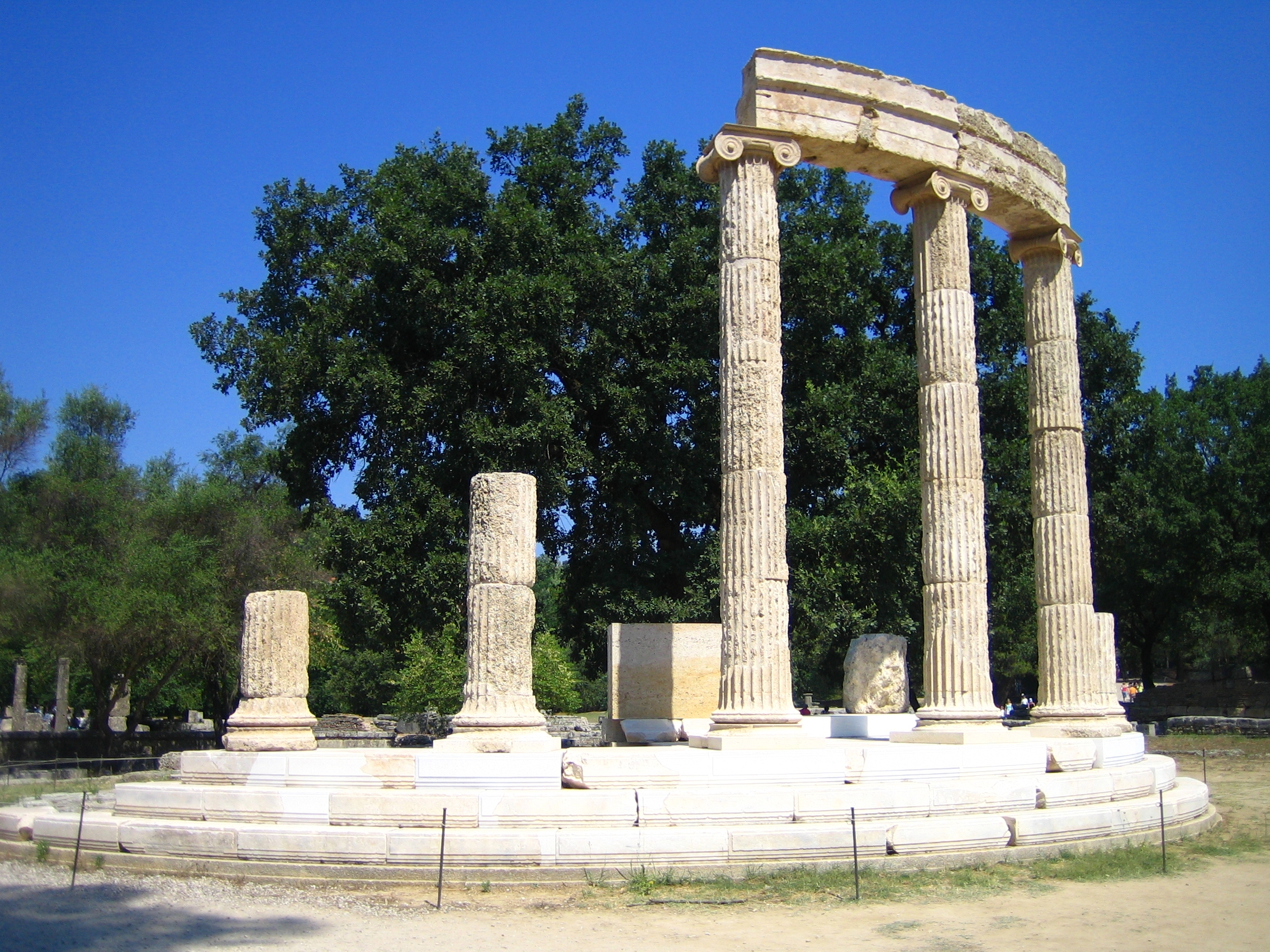
Филиппейон: остатки храма Филиппа II Македонского типа моноптера в Олимпии. 338 г. до н. э.

Моно́птер или Моно́птерос (от греч. ὁ μονόπτερος — «однокрылый») — тип античного храма, круглого в плане здания (реже прямоугольного), без несущих стен наоса (у римлян — целлы), кровля которого поддерживается только колоннадой. Моноптер следует отличать от толоса — круглого здания с наосом и конической кровлей типа архаической хижины, а также от позднейших ротонд, также круглых в плане зданий, обычно перекрываемых не конической крышей, а полусферическим куполом.

## Краткое описание

План храма типа моноптера

Моноптерос (дословно одна колоннада) происходит от двух греческих слов: мо́нос (греч. μόνος) — один, единственный, и пте́рон (греч. τὸ πτερόν) — крыло, в данном случае колоннада. Древние эллины для обозначения архитектурных деталей использовали зримые, образные олицетворения: капитель — голова, метопа — переносица, стилобат — плоскость, по которой ступают колонны. Крыльями они называли колоннады. Очевидно, по утверждению Витрувия, что древние святилища типа моноптера происходят от обычной сельской круглой хижины типа шалаша. Таким образом, моноптерос представляет собой максимально простую, архетипическую архитектурную композицию, состоящую из одной колоннады и лежащего на ней перекрытия, как правило, без антаблемента.
Первые моноптеры строили в Древней Греции в качестве облегчённых (выездных, второстепенных или провинциальных) храмов, посвящённых местным божествам. Римляне, по свидетельству Плиния Старшего, в отдельных случаях называли небольшой храм типа моноптера эдикулой.
Широкое распространение моноптеры получили в эпоху классицизма, барокко, рококо и неоклассицизма XVII—XIX веков. Форму моноптера использовали для постройки летних увеселительных павильонов, садовых беседок в парках регулярного или пейзажного стиля и называли по-новому: колоннадами, бельведерами, поскольку «прозрачность» колоннад позволяла обозревать окрестности. Например, Колоннада Аполлона в парке Павловска близ Санкт-Петербурга (архитектор Ч. Камерон, 1780—1782).